# Тимон из Флиунта
Тимон из Флиунта (стгрч. Τιμων Τιμων, 320-230. п. н. е.) - грчки скептични филозоф, Пиронов ученик и познати творац сатиричних песама, уједињених под називом „Силас“. „Силас“ је посебан жанр грчке поезије, сатиричне песме. Верује се да је написао многа дела, укључујући песме, сатиричне драме, тридесетак комедија и шездесет трагедија, као и љубавне песме, али је само мали део опстао до данас. Али Сила је Тимоново најпознатије дело, у којем сатирично описује познате филозофе, живе у то време и већ мртве. Песма је написана хексаметром. Сам текст није сачуван, али су многи аутори тог времена помињали ово дело и цитирали редове из њега.

## Биографија
Најдетаљнији приказ Тимоновог живота изнео је Диоген Лаертије. Неке податке је пронашао у првом делу дела Аполонида из Никеје, посвећеном Сили, а неке чињенице у делима Антигона из Кариста и Сотиона. 
Рођен је у Флиунту и био је син Тимарха. Врло рано је остао сироче, прво је био играч у позоришту, али је потом напустио ову професију, бавио се трговином у колонијама и успео у овом послу (Диог. Л. ИКС 109-110). Након пресељења у Мегару, неко време је био ученик Стилпона, филозофа школе Мегара, али се онда вратио кући и оженио. Затим је, већ са својом женом, отишао у Елиду, где је чуо Пирона, чије је учење касније усвојио. Док је Тимон живео у Елиди, имао је децу, од којих је најстарију, Ксанту, предавао медицину и филозофију. Након што је због неких потешкоћа напустио Елиду, Тимон је неко време провео у близини Хелеспонта (у модерно доба познатијег као Дарданели) и Мраморног мора. У Халкидону је постигао велики успех, учећи идеје софизма. Тимон се потом преселио у Атину, где је остао до краја живота, осим кратког боравка у Теби. Тимон је много путовао, па је лично познавао многе великане, међу којима су краљеви Антигон II Гоната и Птолемеј II Филаделф. Верује се да је Тимон помагао Александру Етолском и Хомеру Византијском у писању њихових трагедија, а да је био и учитељ Арата из Сола.
У медицинским круговима утицај су имали касноантички скептици, који су под њиховим утицајем веровали да је немогуће сазнати праве узроке болести, па је било неопходно лечити симптоме. Врло је вероватно да је и сам Тимон био лекар и да је свог сина учио медицини.
Природа је Тимона великодушно обдарила менталним способностима и проницљивошћу, брзо је препознао слабости људи. Све га је то учинило скептиком у филозофији и сатиричаром у животу. Према Диогену Лаертију, Тимон је имао само једно око, али се смејао чак и својој болести, називајући себе Киклопом. Други примери његовог оштрог сарказма такође се могу наћи у делима Диогена. Тако је, на пример, његов ученик Аратус питао како да пронађе оригинални Хомеров текст, Тимон је одговорио да се то може урадити само проналажењем старих записа, оних у којима нема модерних исправки.
Такође се верује да је Тимон волео самоћу и да је волео баштованство. Али Диоген верује да се последња изјава и неке друге могу приписати или „нашем“ Тимону, или Тимону Атинском, легендарном мизантропу, или обоје.
Према опису Диогена Лаертија, Тимон није водио рачуна о својим рукописима, они су лежали свуда унаоколо и чак су их оштетили пацови. Због тога се често збуњивао у сопственим текстовима таквог очувања (Диог. Л. ИКС 113-115). Помиње се и да је Тимон волео да попије.
Тимон је умро када му је било скоро деведесет година.

## Филозофски став
Тимон је био скептик и промовисао је Пирону позицију, деливши постојање ствари у себи и њихову перцепцију од стране људи. Са његове тачке гледишта, поуздано сазнање је могуће само кроз директну перцепцију. Такође је делио Пиронов став о еквиваленцији свих судова у вези са истинском суштином ствари, укључујући и супротност, и, као последицу, принцип уздржавања од пресуде.

### Поезија
Као што је већ напоменуто, Тимон је стварао лирске и епске песме, трагедије, сатиричне драме, комедије и љубавне песме. Тимонове драме нису опстале до данас. Што се тиче епских песама, и о њима се мало зна, али се слободно може рећи да су то биле, углавном, сатиричне песме у епском облику. Можда се његово дело Питхон може посебно приписати овом жанру, иако је написано у прози. У њему Тимон описује дуг разговор са Пироном на путу до Делфског пророчишта. Писао је и пародије на Хомера, сачувани су неки стихови из његових песама, писани у елегичном стиху, у којима је јасно видљив скептицизам. Откривена су и два поетска фрагмента која се не могу приписати ниједној од познатих Тимонових песама. Али ипак, Тимоново најпознатије дело је „Силас“, претходно поменута сатирична песма. Етимологија ове речи није сасвим јасна, али несумњиво, описује посебан жанр поезије у коме главну улогу играју сатира, исмевање и разоткривање апсурда. Ксенофан из Колофона сматра се оснивачем овог правца у књижевности. „Силас” се састоји из три дела: у првом Тимон приповеда у своје име, ау друга два се води дијалог између аутора и Ксенофана. Тимон поставља питања, а Ксенофан даје детаљне одговоре. Они расправљају о принципима различитих филозофа. Тема овог разговора постала је плодно тло за Тимона да изрази скептицизам и употреби сатиру. Тимон је исмевао скоро све филозофе које је познавао. То су избегли само Ксенофан, са којим води дијалог, Пир, који се појављује као мудрац да пресуди спор, као и Протагора и Демокрит.
Силе су писане хексаметром, а, судећи по томе што су фрагменте из овог дела често цитирали други аутори (због чега су и опстали до данас), очигледно је да су на свој начин били величанствени. Коментаре на Силу су написали Аполонид из Никеје и Сотион из Александрије. Тимонова песма „Слике“ (грчки: Ινδαλμοι), написана елегијским стиховима, очигледно има исту тему као и „Силас“.